# Sander Boschker
Sander Bernard Jozef Boschker (Lichtenvoorde, 20 ottobre 1970) è un ex calciatore olandese, di ruolo portiere.

## Carriera

### Club
Boschker debutta nel calcio professionistico con il Twente nella stagione 1989-90. Nei primi anni non è sempre titolare, ma poi conquista il posto e disputa con il Twente più di 400 partite vincendo tra l'altro la KNVB beker nella stagione 2000-01.
A quasi 33 anni, nella stagione 2003-04 Boschker si trasferisce all'Ajax, dove fa il secondo del giovane Maarten Stekelenburg vincendo lo scudetto senza giocare neanche una partita.
La stagione successiva ritorna al Twente, con il quale ritorna a giocare ad alti livelli: per prima cosa arriva la vittoria nella Coppa Intertoto nel 2006, poi nella stagione 2008-09 salta solo 5 partite, ottenendo il secondo posto in campionato dietro all'AZ Alkmaar e la finale (poi persa) in KNVB beker. L'anno successivo gioca tutte e 34 le partite della stagione che porta al Twente il suo primo scudetto e con solo 23 reti subite fa sì che la difesa del Twente sia la seconda meno battuta del campionato.
L'8 maggio 2011 vince la sua seconda Coppa d'Olanda in rimonta per 3-2 dopo i supplementari contro l'Ajax.

### Nazionale
Nonostante non avesse mai giocato con la nazionale olandese l'allenatore Marco van Basten l'aveva incluso nelle pre-convocazioni per gli Europei del 2008, tuttavia dopo l'amichevole disputata il 21 maggio contro l'Ucraina è stato lasciato libero, essendo solo il quarto portiere.
Dopo una stagione 2009-10 positiva con il Twente, all'età di 39 anni Boschker è stato incluso nella squadra provvisoria di 30 giocatori per i mondiali del 2010. Il 27 maggio 2010 il ct olandese Bert van Marwijk ha annunciato la sua inclusione nei 23 che avrebbero disputato il mondiale. Pochi giorni dopo Boschker ha fatto il suo debutto in nazionale nell'amichevole contro il Ghana finita 4-1 per l'Olanda, entrando nel secondo tempo al posto di Michel Vorm e diventando il giocatore più anziano di sempre a fare il suo debutto e il giocatore più anziano a giocare con la nazionale olandese. Al mondiale, dove non è mai sceso in campo, l'Olanda si è laureata vicecampione del mondo, battuta solo in finale dalla Spagna.

## Statistiche

### Cronologia presenze e reti in nazionale
| Cronologia completa delle presenze e delle reti in nazionale ― Paesi Bassi | Cronologia completa delle presenze e delle reti in nazionale ― Paesi Bassi | Cronologia completa delle presenze e delle reti in nazionale ― Paesi Bassi | Cronologia completa delle presenze e delle reti in nazionale ― Paesi Bassi | Cronologia completa delle presenze e delle reti in nazionale ― Paesi Bassi | Cronologia completa delle presenze e delle reti in nazionale ― Paesi Bassi | Cronologia completa delle presenze e delle reti in nazionale ― Paesi Bassi | Cronologia completa delle presenze e delle reti in nazionale ― Paesi Bassi |
| Data                                                                       | Città                                                                      | In casa                                                                    | Risultato                                                                  | Ospiti                                                                     | Competizione                                                               | Reti                                                                       | Note                                                                       |
| -------------------------------------------------------------------------- | -------------------------------------------------------------------------- | -------------------------------------------------------------------------- | -------------------------------------------------------------------------- | -------------------------------------------------------------------------- | -------------------------------------------------------------------------- | -------------------------------------------------------------------------- | -------------------------------------------------------------------------- |
| 1-6-2010                                                                   | Rotterdam                                                                  | Paesi Bassi                                                                | 4 – 1                                                                      | Ghana                                                                      | Amichevole                                                                 | -1                                                                         | 46’                                                                        |
| Totale                                                                     |                                                                            | Presenze                                                                   | 1                                                                          |                                                                            | Reti                                                                       | -1                                                                         |                                                                            |

## Palmarès

### Club

#### Competizioni nazionali
- Coppa dei Paesi Bassi: 2

Twente: 2001, 2011
- Campionato olandese: 2

Ajax: 2003-2004
Twente: 2009-2010
- Supercoppa dei Paesi Bassi: 1

Twente: 2011

#### Competizioni internazionali
- Coppa Intertoto UEFA: 1

Twente: 2006